# Kelly Macdonald
Pour les articles homonymes, voir Macdonald.
Kelly Macdonald est une actrice britannique née le 23 février 1976 à Glasgow en Écosse.
Après avoir répondu à un casting ouvert, elle fait des débuts remarqués en incarnant une jeune adolescente délurée dans la comédie noire Trainspotting en 1996. En 2001, elle fait partie du prestigieux casting de Gosford Park de Robert Altman, qui obtient de nombreuses distinctions notamment pour sa distribution. C'est toutefois à la télévision qu'elle obtient des rôles importants avec Della Smith dans la minisérie Jeux de pouvoir (2003) et surtout Gina dans le téléfilm Rencontre au sommet (2005), qui lui vaut d'obtenir un Emmy Award.
Au cinéma, elle tient des rôles notables dans Intermission (2003) et Nanny McPhee (2005), mais c'est surtout son interprétation de Carla Jean Moss dans le thriller No Country for Old Men des frères Coen en 2007 qui est saluée. En 2012, elle prête sa voix au personnage de Merida dans le film d'animation Disney Rebelle. De 2010 à 2014, elle tient le rôle de Margaret Thompson dans la série Boardwalk Empire, diffusée sur HBO. En 2019, elle tient le rôle principal féminin de la minisérie The Victim, une prestation de mère endeuillée par le meurtre de son fils qui lui vaut un BAFTA Scotland Awards. Par la suite, elle tient les rôles principaux dans les séries Giri/Haji (2019) et Line of Duty (2021).
En 2022, elle est à l'affiche du film La Ruse, qui relate l'opération Mincemeat durant la Seconde Guerre mondiale.

## Biographie

### Enfance
Kelly Macdonald est née le 23 février 1976 et a grandi dans le sud de Glasgow, son lieu de naissance,,,. Sa mère, était responsable des ventes dans l'industrie du vêtement et son père est peintre et décorateur. Ses parents, Archie et Patsy, ont divorcé quand elle avait 14 ans, après que son père a quitté le domicile familial lorsqu'elle avait neuf ans, à la suite de quoi la jeune fille est allée avec sa mère et son frère cadet vivre dans un domaine social à Newton Mearns. Elle s'est brouillée avec son père à cette époque et n'est plus en contact avec celui-ci,. Son père a accordé une interview quelques années plus tard à un tabloïd, imputant leur désaccord à la célébrité de sa fille, mais celle-ci a toujours refusé de parler de lui. Elle fréquente la Eastwood High School de 1987 à 1993. Lorsqu'elle était enfant, elle aimait l’idée de jouer la comédie, mais ne pensait pas que c’était pour elle, car selon elle « ce n’était pas un travail que l’on pouvait vraiment avoir » et dira qu'elle appréciait les comédies musicales hollywoodiennes, notamment Chantons sous la pluie, quand elle était jeune.
Lorsqu'elle quitta le milieu scolaire à l'âge de seize ans, Kelly Macdonald n'avait aucun plan de carrière. Elle décroche alors un emploi de serveuse dans un pub de Glasgow. Elle a également travaillé dans un restaurant de Fish and chips et dans la télévente, vendant du double vitrage dans une pièce sans fenêtre.

### Débuts (1995-2002)

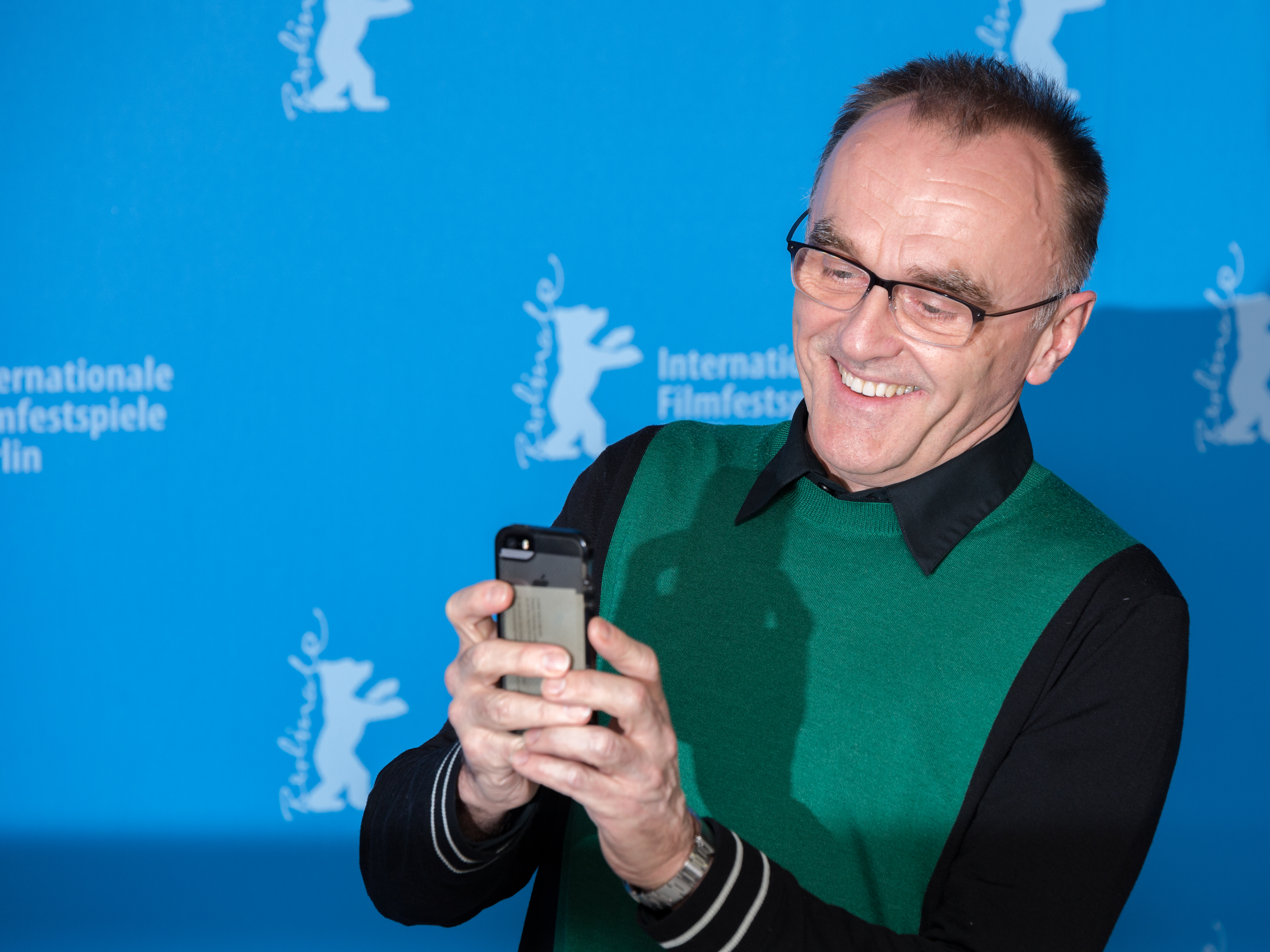
Danny Boyle, réalisateur de Trainspotting, qui a donné le premier rôle de Macdonald au cinéma.

En 1995, le réalisateur Danny Boyle fait des recherches pour le casting de son prochain film, la comédie noire Trainspotting, adaptation du roman du même nom d'Irvine Welsh, paru deux ans auparavant. Boyle cherche une actrice inconnue pour incarner Diane Coulston, une jeune fille délurée de quinze ans ayant une relation avec l'un des protagonistes, incarné par Ewan MacGregor. Afin que le public ne se rende pas compte qu'une jeune femme de 19 ans jouait une jeune femme de 15 ans, il passe des annonces pour un casting ouvert dans des boîtes de nuit et des magasins. Bien que timide, Macdonald, âgée de dix-neuf ans, découvre l'annonce et passe le casting,. Elle obtient le rôle de Diane, Boyle déclarera qu'« elle a ce qu'Ewan McGregor a : une qualité de star indéfinissable, pourtant ce sont des gens ordinaires. Il y a quelque chose en eux qui relie les gens. Ordinaire mais extraordinaire ». Le film, tourné pendant l'été 1995, avec un budget limité, sort en salles le 23 février 1996 au Royaume-Uni, jour du vingtième anniversaire de la jeune actrice. Trainspotting est bien accueilli par la critique et remporte un important succès commercial,, notamment au Royaume-Uni, où il a été le plus grand succès commercial de l'année. La prestation de Macdonald ne passe pas inaperçue aux yeux de la profession, puisqu'elle décroche sa première nomination dans sa carrière, celle de la meilleure actrice au BAFTA Scotland Awards.
La même année, elle décroche le rôle d'une jeune prostituée agressée sexuellement par son père dans le drame De la part de Stella. Sa carrière est les rails, puisque le succès de Trainspotting lui permet de passer des auditions pour des rôles dans des films américains tels Shakespeare in Love, Matrix et Moulin Rouge, mais aussi pour le film À tombeau ouvert de Martin Scorsese. Toutefois, Patricia Arquette est choisie pour À tombeau ouvert et Kelly Mcdonald considère son audition pour Matrix comme étant « horrible », considérant que « la catastrophe était due en grande partie au fait qu'elle n'avait pas lu le scénario à l'avance et qu'elle n'avait aucune idée de ce que la matrice était en réalité ». Elle n'est pas non plus choisie pour Shakespeare in Love et Moulin Rouge. Entre 1998 et 2001, elle tourne régulièrement pour le cinéma aussi bien en Angleterre qu'aux États-Unis, notamment l'adaptation de La Cousine Bette de Balzac, le drame historique Elizabeth, sur la vie de la reine Élisabeth Ire d'Angleterre, Two Family House, pour lequel elle obtient une nomination à l'Ìndependent Spirit Award de la meilleure actrice et Some Voices, dans lequel elle incarne une jeune Écossaise qui séduit un schizophrène incarné par Daniel Craig. Sa performance dans ce dernier montre sa polyvalence de jeu. Ses choix de carrière montrent son exigence et son talent. Elle a également joué au théâtre, notamment dans Hurlyburly à l'Old Vic, dans une mise en scène de Wilson Milam.
À la radio, elle a incarné Marie dans le drame de 1999 de la BBC Lifehouse, basé sur quelques chansons de l'opéra rock inachevé de Pete Townshend (qui furent publiées en 1971 sur l'album Who's Next).
En 2001, elle fait partie de la prestigieuse distribution de la comédie dramatique Gosford Park, écrit par Julian Fellowes et réalisé par Robert Altman, qui dépeint la société anglaise des années 1930 sur fond de meurtre et dans laquelle elle incarne une femme de chambre. Nommé à sept Oscars, le film est acclamé par la critique et rencontre le succès auprès du public. Macdonald obtient des distinctions davantage avec les autres membres du casting. De son expérience sur Gosford Park, Macdonald dira « Robert Altman était une personne incroyable » et qu’elle a eu « le privilège de connaître et de rencontrer et de dîner avec des hommes de haute stature », ajoutant que « Quand [elle est] allée le rencontrer dans un hôtel de Londres, il a passé tout le temps au téléphone avec quelqu'un - Dieu sait qui - et parlait d['elle]. « J'ai cette merveilleuse actrice avec moi. » C'était un peu bizarre », avant de recevoir un coup de téléphone lui disant: « Viens jouer avec nous ».

### Confirmation critique et commerciale (2003-2010)

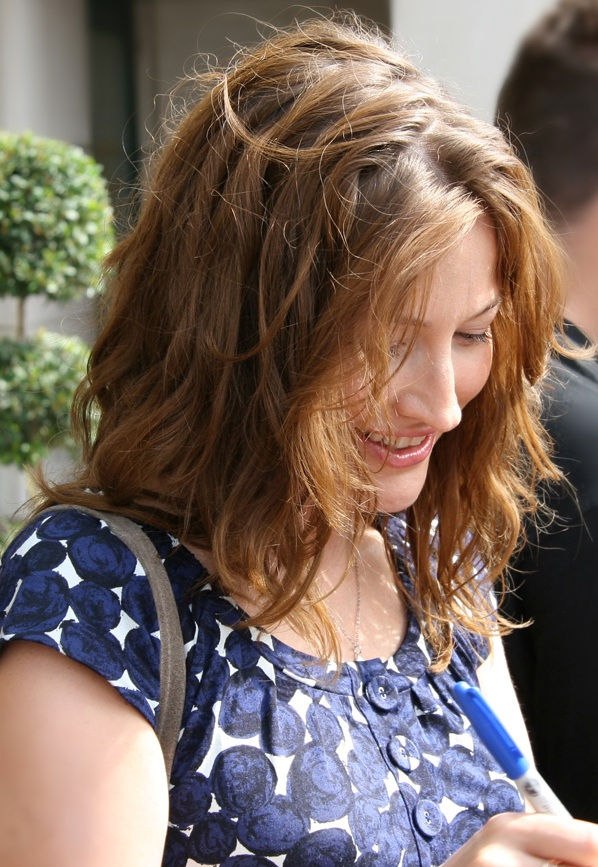
Macdonald en 2007 au Festival de Toronto.

En 2003, elle incarne la jeune journaliste d'investigation Della Smith dans la mini-série télévisée de BBC Jeux de pouvoir,, qui narre l'enquête d'une équipe de jeunes journalistes du Herald portant sur deux morts mystérieuses liées à une possible affaire d'État, cette courte série explore les rapports tortueux qu'entretiennent le monde politique et les médias en Grande-Bretagne. La série est à la fois un succès d'audience et critique,. En 2005, après une apparition dans un épisode de la série américaine Alias, elle tient le rôle principal du téléfilm Rencontre au sommet, écrit par Richard Curtis et dans lequel elle retrouve Bill Nighy, avec lequel elle partage l'affiche, après Jeux de Pouvoir. Nighy incarne un haut fonctionnaire du Chancelier de l'Échiquier membre de la délégation britannique au sommet du G8 qui tombe sous le charme d'une jeune femme, interprétée par Macdonald, qu'il a rencontrée dans un café, et l'invite au sommet. La prestation de l'actrice est saluée aux États-Unis, récompensée d'un Emmy de la meilleure actrice dans un second rôle dans une mini-série ou un téléfilm et une nomination au Golden Globe de la meilleure actrice dans une mini-série ou un téléfilm. Elle ne néglige pas le cinéma pour autant, puisqu'elle participe au Neverland de Marc Forster. En 2005, elle incarne Evangeline, la femme de chambre des Brown dans la comédie fantastique Nanny McPhee, écrit par Emma Thompson, laquelle tient également le rôle-titre.
En 2007, elle obtient le rôle de Carla Jean Moss dans No Country for Old Men, adapté d'un roman de Cormac McCarthy et réalisé par les frères Coen. Dans ce thriller acclamé par la critique et récompensé par quatre Oscars se déroulant dans les années 1980, elle incarne l'épouse d'un vétéran du Vietnam, dont le mari va se retrouver impliqué dans une sombre histoire, après avoir découvert les cadavres d'une bande de trafiquants de drogue et s'être emparé par hasard d’une mallette contenant deux millions de dollars. Elle a été engagée après avoir impressionné les Coen par sa facilité à décrocher le rôle.
L'actrice dira quelques années plus tard à propos de son travail sur No Country for Old Men : « J'étais justement à New York pour le mariage d'un ami et je suis allée rencontrer le directeur de casting car les frères Coen allaient tourner ce film. Elle a dit: « Je pense que vous devriez vraiment rencontrer Joel et Ethan pendant que vous êtes en ville ». Ainsi, alors que tous mes amis faisaient la fête à New York, je me suis retrouvé enfermé dans la salle de bain d'un hôtel. Tout s'est bien passé, mais des mois ont passé et au cours desquels ils ont vu tout le monde. Et puis ils sont revenus vers moi, la première personne dans la pièce ».
Il a été rapporté qu'elle devait se battre avec son agent pour être considérée pour le rôle, mais en 2017, Macdonald a nié l'histoire. La prestation de Macdonald est également saluée puisqu'elle obtient le London Film Critics Circle de la meilleure actrice dans un second rôle et le Screen Actors Guild Award de la meilleure distribution.
En 2008, elle tient le rôle du docteur Paige Marshall dans la comédie noire Choke, adapté d’un roman de Chuck Palahniuk. Suit Dans la brume électrique, de Bertrand Tavernier, où elle retrouve Tommy Lee Jones après No Country For Old Men. La même année, elle tient le rôle principal féminin du drame The Merry Gentleman, première réalisation de l'acteur Michael Keaton, dans lequel elle incarne une jeune femme fuyant un mari violent qui noue une relation amicale avec un homme (incarné par Keaton), qui s'avère être un tueur professionnel. Malgré le peu de succès commercial obtenu par le film, la prestation de l'actrice est saluée par la critique.

### Entre cinéma et télévision (depuis 2010)

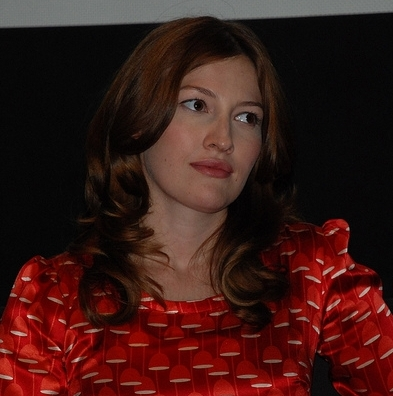
Macdonald en 2007 au Festival du film de New York.

En 2010, elle a joué son premier rôle dans le film britannique indépendant The Decoy Bride (en), qui ne sort toutefois en salles qu'en 2012. En 2011, elle reprend le rôle d'Helena Serdaigle alias la Dame Grise dans Harry Potter et les reliques de la mort, 2e partie, le dernier volet de la franchise de films Harry Potter, remplaçant Nina Young, qui a tenu le rôle à l'origine. Avec plus d'un milliard de $ de recettes, le film demeure le plus gros succès commercial de la franchise. En 2012, elle a assuré la voix de Merida, l'héroïne du film produit par Disney et Pixar, Rebelle ,. Elle a été l'une des dernières personnes à être impliquée dans Rebelle, remplaçant Reese Witherspoon initialement prévue pour doubler le personnage, mais qui a du renoncer en raison d'autres projets et sa difficulté à prendre un accent écossais,. Elle a aimé que ce n'était pas une histoire à propos d'un prince et que l'histoire du film était celui de son personnage et il ne s'agissait pas d'un gars qui viendrait la secourir. « C'était la première femme protagoniste dans un film Pixar », d'après Macdonald. Le film remporte un succès critique et rapporte 539 millions de $ de recettes mondiales au box-office.
Parallèlement, elle joue le rôle de Dolly dans Anna Karénine, nouvelle adaptation cinématographique du roman de Léon Tolstoï réalisé par Joe Wright, dans lequel elle partage l'affiche avec Keira Knightley et Jude Law. Le film obtient de bonnes critiques, saluant la distribution, malgré des réserves sur l'adaptation fortement stylisée.
C'est toutefois à la télévision qu'elle obtient un autre de ses rôles importants, qui a « définitivement changé les choses » en ce qui concerne son statut aux États-Unis : elle rejoint le casting de la prestigieuse série Boardwalk Empire, produite par Martin Scorsese et Mark Wahlberg et diffusée sur HBO entre 2010 et 2014. Dans cette série dramatico-policière se déroulant durant la Prohibition, Macdonald incarne Margaret Thompson, une jeune veuve et mère qui se tourne vers le trafiquant d'alcool Nucky Thompson (Steve Buscemi) pour l’aider à sortir d’un mariage violent, devenant sa maîtresse et plus tard sa femme. Elle tiendra le rôle durant les cinq saisons que compte la série. En 2011, elle, ainsi que les membres de la distribution ont reçu le SAG Award de la meilleure distribution pour une série dramatique. En 2016, elle a joué dans Special Correspondents de Ricky Gervais dans le rôle de Claire Maddox et dans Swallows and Amazons dans le rôle de Mme Walker.

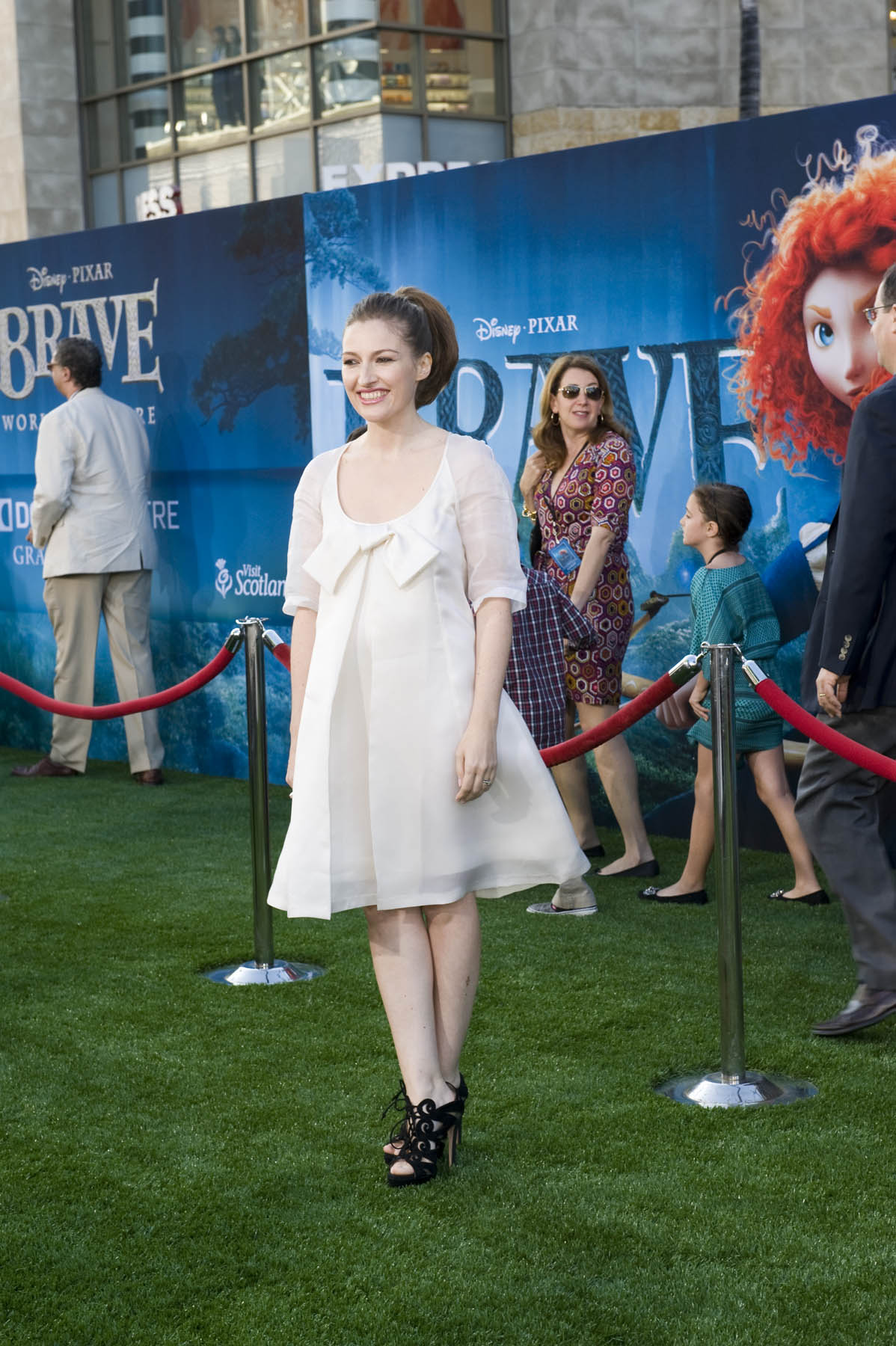
Macdonald à la première du film Rebelle à Los Angeles en 2012.

En 2016, elle a joué le rôle principal dans Hated in the Nation, un épisode de la série anthologique Black Mirror pour laquelle elle a été saluée par la critique. En 2017, elle reprend le rôle de Diane dans T2 Trainspotting, réalisé par Danny Boyle. En 2017, elle a partagé la vedette avec Benedict Cumberbatch dans le téléfilm de la BBC The Child in Time, dans lequel elle incarne l'ex-épouse d'un auteur de livres pour enfants (joué par Cumberbatch) dont la fille a disparu. La même année, elle est à l'affiche du drame Goodbye Christopher Robin, basé sur la vie de l'auteur Alan Alexander Milne, dans lequel elle interprète la nounou de l'enfant de Milne.
En 2018, sa prestation d'une femme au foyer qui participe à un concours de construction de puzzles dans le drame Puzzle est saluée par la critique,. De plus, elle double à nouveau Merida dans une autre production Disney/Pixar, Ralph 2.0 et tient le rôle de MMe Hudson dans la comédie Holmes & Watson, qui est mal reçu par la critique.
Elle retourne au Royaume-Uni où elle tient le rôle principal de la mini-série The Victim, celui d'une mère endeuillé qui est poursuivie en justice pour tentative de meurtre après avoir été accusée d'avoir publié en ligne la nouvelle identité et l'adresse de l'homme qui, selon elle, a assassiné son fils. Diffusée sur la BBC au mois d'avril 2019, The Victim est bien reçu par la critique et réalise de bonnes audiences. Sa prestation lui vaut d'obtenir le BAFTA Scotland de la meilleure actrice à la télévision. Toujours en 2019, elle tient l'un des rôles principaux de la série britannico-japonaise Giri/Haji.
En octobre 2019, elle rejoint le casting du film La Ruse, réalisé par John Madden et avec Colin Firth, dépeignant l'opération Mincemeat durant la Seconde Guerre mondiale. Bien reçu par la critique,, le film sort en salles en avril 2022 au Royaume-Uni et en France avec un succès commercial modéré au box-office, suivi d'une diffusion  sur Netflix le mois suivant notamment aux États-Unis. L'année suivante, elle participe à deux épisodes de la série de comédie horrifique Truth Seekers créée par Nick Frost et Simon Pegg et diffusé sur Amazon Prime.
Elle participe à la sixième saison de la série Line of Duty, dans laquelle elle tient le rôle de Joanne Davidson, inspecteur de police se retrouvant dans le collimateur de l'unité anticorruption à la suite de sa conduite non conventionnelle au cours de l'enquête sur un meurtre non résolu,,,. Diffusée de fin mars à début mai 2021 sur BBC One, cette sixième saison est dans l'ensemble bien reçu par la critique et connaît de bonnes audiences.
Parallèlement à la sortie de La Ruse, Macdonald fait une apparition dans son propre rôle dans le premier épisode de l'adaptation britannique de la série française Dix pour cent, Ten Percent, diffusée à partir de fin avril 2022 sur le service de vidéo à la demande Prime Video.
En 2023, elle est à l'affiche du film dramatique Typist Artist Pirate King,, produit entre autres par la réalisatrice néo-zélandaise Jane Campion, qui est un portrait romancé de la regrettée artiste « avant-gardiste et incomprise » Audrey Amiss, atteinte de troubles psychiatriques Macdonald y incarne l'infirmière d'Amiss. En 2024, elle est annoncée au casting de la série Netflix Department Q, adaptation télévisée anglophone de la série de romans danois Les Enquêtes du département V de Jussi Adler-Olsen.

### Vie privée
En août 2003, Macdonald a épousé le musicien Dougie Payne (en), bassiste du groupe de soft rock Travis. Ils ont deux enfants (Freddie Peter né le 9 mars 2008 et Theodore William né le 8 décembre 2012) et sont retournés dans leur ville natale de Glasgow en 2014, après avoir vécu à Londres et à New York,. Ils se sont séparés en 2017.
En 2013, elle a été honorée par son ancienne école, la Eastwood High School, en donnant son nom à un studio de théâtre de l'établissement scolaire.

## Filmographie
Sauf indication contraire, les informations mentionnées dans cette section peuvent être confirmées par la base de données cinématographiques IMDb,  présente dans la section « Liens externes ».

### Cinéma

#### Longs métrages

##### Années 1990
- 1996 : Trainspotting de Danny Boyle : Diane Coulston
- 1997 : De la part de Stella (Stella Does Tricks) de Coky Giedroyc : Stella McGuire
- 1998 : La Cousine Bette (Cousin Bette) de Des McAnuff : Hortense Hulot
- 1998 : Elizabeth de Shekhar Kapur : Isabel Knollys
- 1999 : Splendeur (Splendor) de Gregg Araki : Mike
- 1999 : Entropy de Phil Joanou : Pia
- 1999 : La Fin de l'innocence sexuelle (The Loss of Sexual Innocence) de Mike Figgis : Susan
- 1999 : My Life So Far d'Hugh Hudson : Elspeth Pettigrew

##### Années 2000
- 2000 : Two Family House (en) de Raymond De Felitta : Mary O'Neary
- 2000 : Les Vainqueurs (House!) de Julian Kemp : Linda
- 2000 : Some Voices de Simon Cellan Jones : Laura
- 2001 : Une star dans la mafia (Strictly Sinatra) de Peter Capaldi : Irene
- 2001 : Gosford Park de Robert Altman : Mary Maceachran
- 2003 : Intermission de John Crowley : Deirdre
- 2004 : Neverland (Finding Neverland) de Marc Forster : Maude Adams, interprète de Peter Pan
- 2005 : H2G2 : Le Guide du voyageur galactique (The Hitchhiker's Guide to the Galaxy) de Garth Jennings : Reporter
- 2005 : Tournage dans un jardin anglais (A Cock and Bull Story) de Michael Winterbottom : Jenny
- 2005 : Nanny McPhee de Kirk Jones : Evangeline
- 2005 : Lassie de Charles Sturridge : Jeanie
- 2007 : No Country for Old Men de Ethan et Joel Coen : Carla Jean Moss
- 2007 : Killing Gentleman (The Merry Gentleman) de Michael Keaton : Kate Frazier
- 2008 : Choke de Clark Gregg : Paige Marshall
- 2009 : Dans la brume électrique (In the Electric Mist) de Bertrand Tavernier : Kelly Drummond

##### Années 2010
- 2011 : Harry Potter et les Reliques de la Mort, partie 2 (Harry Potter and the Deathly Hallows: Part 2) de David Yates : Helena Serdaigle[a]
- 2011 : The Decoy Bride de Sheree Folkson : Katie Nic Aodh
- 2012 : Anna Karénine (Anna Karenina) de Joe Wright : Dolly Oblonsky
- 2016 : Special Correspondents de Ricky Gervais : Claire Maddox
- 2016 : Hirondelles et amazones (Swallows and Amazons) de Philippa Lowthorpe : Mme Walker
- 2017 : The Journey Is the Destination de Bronwen Hughes : Duff
- 2017 : T2 Trainspotting de Danny Boyle : Diane Coulston
- 2017 : Goodbye Christopher Robin de Simon Curtis : Olive Rand
- 2018 : Puzzle de Marc Turtletaub : Agnes
- 2018 : Holmes et Watson (Holmes and Watson) d'Etan Cohen : Mrs. Hudson
- 2019 : Dirt Music de Gregor Jordan : Georgie Jutland

##### Années 2020
- 2021 : La Ruse (Operation Mincemeat) de John Madden : Jean Leslie
- 2022 : I Came By de Babak Anvari : Lizzie Nealey
- 2022 : Typist Artist Pirate King de Carol Morley : Sandra Panza
- 2024 : Les Radley (en) (The Radleys) d'Euros Lyn : Helen Radley
- 2025 : O'Dessa de Geremy Jasper : rôle indeterminé (post-production, en attente d'une date de sortie en salles[77])

#### Courts métrages
- 1996 : Dancing, Some Days de Katrina McPherson : Sharon[78],[79]
- 1997 : Dead Eye Dick de Nicola Black : Wendy
- 1999 : Mr Cool  d'Amy Jenkins : Emma - court-métrage inclus dans le film à sketches Tube Tails
- 2005 : Jonathan de Jordan et Ridley Scott : la femme de Jonathan - court-métrage inclus dans le film à sketches Les Enfants invisibles

#### Films d'animations
- 2012 : Rebelle (Brave) de Mark Andrews et David Chapman : Merida (voix originale)
- 2018 : Ralph 2.0 (Ralph Breaks the Internet: Wreck-It Ralph 2) de Phil Johnston et Rich Moore : Merida (voix originale)

### Télévision

#### Séries télévisées
- 2001 : The Fear : Storyteller (épisode 6, saison 1)
- 2003 : Jeux de pouvoir (State of Play) : Della Smith
- 2005 : Alias : Kiera MacLaine / Meghan Keene (épisode 4, saison 4)
- 2010 - 2014 : Boardwalk Empire : Margaret Schroeder
- 2016 : Black Mirror : Karin Parke (épisode 6, saison 3)
- 2019 : The Victim : Anna Dean
- 2019 : Urban Myths : Princesse Margaret (épisode 8, saison 3)
- 2019 : Giri/Haji : Sarah Weitzmann
- 2020 : Truth Seekers : JoJo 74 (épisodes 5 et 8, saison 1)
- 2021 : Line of Duty : Joanna Davidson (saison 6)
- 2022 : Ten Percent : Kelly Macdonald (épisode 1, saison 1)
- 2024 : Skeleton Crew : Pokkit
- 2025 : Les Dossiers oubliés (Department Q)[71]: le docteur Rachel Irving

#### Téléfilms
- 1996 : Flowers on the Forest de Michael Whyte : Amy Ogilvie
- 2003 : Un mystérieux tableau... (Brush with Fate) de Brent Shields : Aletta Pieters
- 2005 : Rencontre au sommet (The Girl in the Café) de David Yates : Gina
- 2009 : Skellig d'Annabel Jankel : Louise
- 2017 : The Child in Time de Julian Farino : Julie

## Distinctions
| Liste des distinctions de Kelly Macdonald | Liste des distinctions de Kelly Macdonald | Liste des distinctions de Kelly Macdonald | Liste des distinctions de Kelly Macdonald                                           | Liste des distinctions de Kelly Macdonald | Liste des distinctions de Kelly Macdonald |
| Année                                     | Film ou série                             | Cérémonie                                 | Catégorie                                                                           | Résultat                                  |                                           |
| ----------------------------------------- | ----------------------------------------- | ----------------------------------------- | ----------------------------------------------------------------------------------- | ----------------------------------------- | ----------------------------------------- |
| 1997                                      | Trainspotting                             | BAFTA Scotland Awards                     | Meilleure actrice dans un film                                                      | Nomination                                |                                           |
| 2000                                      | Two Family House                          | Independent Spirit Awards                 | Meilleure actrice                                                                   | Nomination                                |                                           |
| 2002                                      | Gosford Park                              | Online Film Critics Society               | Meilleur casting                                                                    | Lauréat                                   |                                           |
| 2002                                      | Gosford Park                              | Phoenix Film Critics Society              | Meilleure distribution d'ensemble                                                   | Nomination                                |                                           |
| 2002                                      | Gosford Park                              | Satellite Awards                          | Meilleur casting pour un film                                                       | Lauréat                                   |                                           |
| 2002                                      | Gosford Park                              | Screen Actors Guild Awards                | Meilleur casting pour un film                                                       | Lauréat                                   |                                           |
| 2002                                      | Gosford Park                              | Critics' Choice Movie Awards              | Meilleur casting pour un film                                                       | Nomination                                |                                           |
| 2002                                      | Gosford Park                              | Florida Film Critics Circle               | Meilleur casting pour un film                                                       | Lauréat                                   |                                           |
| 2003                                      | Gosford Park                              | Empire Awards                             | Meilleure actrice britannique                                                       | Nomination                                |                                           |
| 2006                                      | Rencontre au sommet                       | Primetime Emmy Awards                     | Meilleure actrice dans un second rôle dans une mini-série ou un téléfilm            | Lauréat                                   |                                           |
| 2006                                      | Rencontre au sommet                       | Golden Globe Awards                       | Meilleure actrice dans une mini-série ou un téléfilm                                | Nomination                                |                                           |
| 2008                                      | Choke                                     | Sundance Film Festival                    | Prix Spécial du Jury pour l'ensemble du casting                                     | Lauréat                                   |                                           |
| 2008                                      | No Country for Old Men                    | Online Film Critics Society               | Meilleure actrice dans un second rôle                                               | Nomination                                |                                           |
| 2008                                      | No Country for Old Men                    | British Academy Film Awards               | Meilleure actrice dans un second rôle                                               | Nomination                                |                                           |
| 2008                                      | No Country for Old Men                    | London Film Critics' Circle               | Meilleure actrice dans un second rôle de l'année                                    | Lauréat                                   |                                           |
| 2008                                      | No Country for Old Men                    | Screen Actors Guild Awards                | Meilleur casting dans un film                                                       | Lauréat                                   |                                           |
| 2011                                      | Boardwalk Empire                          | Golden Globe Awards                       | Meilleure actrice dans un second rôle dans une série, une mini-série ou un téléfilm | Nomination                                |                                           |
| 2011                                      | Boardwalk Empire                          | Screen Actors Guild Awards                | Meilleure distribution pour une série dramatique                                    | Lauréat                                   |                                           |
| 2011                                      | Boardwalk Empire                          | Critics' Choice Television Awards         | Meilleure actrice dans un second rôle dans une série dramatique                     | Nomination                                |                                           |
| 2011                                      | Boardwalk Empire                          | Primetime Emmy Awards                     | Meilleure actrice dans un second rôle dans une série dramatique                     | Nomination                                |                                           |
| 2012                                      | Boardwalk Empire                          | Golden Globe Awards                       | Meilleure actrice dans un second rôle dans une série, une mini-série ou un téléfilm | Nomination                                |                                           |
| 2012                                      | Boardwalk Empire                          | Screen Actors Guild Awards                | Meilleure distribution pour une série dramatique                                    | Lauréat                                   |                                           |
| 2012                                      | Boardwalk Empire                          | Critics' Choice Television Awards         | Meilleure actrice dans un second rôle dans une série                                | Nomination                                |                                           |
| 2012                                      | Rebelle                                   | Annie Awards                              | Meilleure performance vocale pour un film                                           | Nomination                                |                                           |
| 2017                                      | Goodbye Christopher Robin                 | British Independent Film Awards           | Meilleure actrice dans un second rôle                                               | Nomination                                |                                           |
| 2019                                      | The Victim                                | BAFTA Scotland Awards                     | Meilleure actrice à la télévision                                                   | Lauréat                                   |                                           |
| 2021                                      | Line of Duty                              | BAFTA Scotland Awards                     | Meilleure actrice à la télévision                                                   | Nomination                                |                                           |

## Voix francophones
Pour les versions françaises, Julie Turin est la voix régulière de Kelly Macdonald notamment pour les séries Jeux de pouvoir, Boardwalk Empire, The Victim, Line of Duty, et plus récemment dans Les Dossiers oubliés.
Cependant à d'autres occasions, Anneliese Fromont l'a doublée à trois reprises sur le téléfilm Rencontre au sommet et les films Puzzle et I Came By, tandis que Dominique Léandri l'a doublée dans les films Nanny McPhee et Anna Karénine. Véronique Volta, qui avait doublée Kelly Macdonald sur son premier film Trainspotting, le fera de nouveau sur sa suite. En parallèle, Bérénice Béjo lui a prêté sa voix dans les films d'animation Rebelle et Ralph 2.0 tout comme Maia Baran dans Truth Seekers.
Pour les versions québécoises, Kelly Macdonald n'a pas de voix attitrée, mais Violette Chauveau l'a doublée à quatre reprises sur Un week-end à Gosford Park, Intermède, Voyage au pays imaginaire et Holmes & Watson. Kim Jalabert l'a doublée exceptionnellement sur Nounou McPhee et Anna Karénine.
- Versions françaises : 
  - Julie Turin : les mini-séries Jeux de pouvoir  et The Victim, les séries Boardwalk Empire et Line of Duty, La Ruse, etc
  - Anneliese Fromont : le téléfilm Rencontre au sommet, Puzzle, I Came By

- Versions québécoises (la liste indique les titres québécois) :
  - Violette Chauveau :  Un week-end à Gosford Park, Intermède, Voyage au pays imaginaire, Holmes et Watson